# Saint-Dié-des-Vosges
Saint-Dié-des-Vosges je grad u Francuskoj. 

## Demografija
U njemu živi oko 22 569 stanovnika (prema popisu iz 1999.).

## Povijest
Cosmographiae Introductio : 1507.godine njemački geograf i kartograf Martin Waldseemüller je izradio kartu za zemljom koju je nazvao Amerika.

## Turizam
- Katedrala
- Muzej Pierre-Noël
- Crkva Saint-Martin
- Chapelle Saint-Roch
- Tour de la Liberté 1989.
- Tvornica Claude et Duval (arhitekt Le Corbusier)
- Castrum : Camp celtique de la Bure
- Hrid Saint-Martin

## Obrazovanje
IUT (Institut universitaire de technologie) :
- Elektrotehnika
- Elektronika
- Računarstvo
- Internet
- Grafički dizajn
- Komunikacije

## Galerija
- Saint-Dié-des-Vosges
- Katedrala
- Institut universitaire de technologie

## Vanjske poveznice
- Saint-Dié-des-Vosges  Arhivirana inačica izvorne stranice od 26. studenoga 2004. (Wayback Machine)
- Institut universitaire de technologie  Arhivirana inačica izvorne stranice od 5. prosinca 2012. (Wayback Machine)

|  | Portal Francuske – Pristup člancima s tematikom o Francuskoj. |